# Any anomalístic
Es denomina any anomalístic al temps transcorregut entre dos passos consecutius d'un planeta pel seu periheli.
L'òrbita de la Terra és el·líptica. L'eix major d'aquesta el·lipse es diu línia dels àpsides. El punt on la Terra està més a prop del Sol es diu periheli i el punt on està més lluny afeli. La Terra es troba en el periheli el 3 de gener i en el afeli el 4 de juliol. La durada mitjana de l'any anomalístic és: 365,259 635 864 dies (365 d 6 h 13 min 52 s) (per a l'època J2000.0).
La durada de l'any anomalístic és lleugerament major que l'any sideri atès que la línia dels àpsides té un moviment anual en sentit directe d'aproximadament 11,7 segons d'arc, fet que suposa que al Sol li costa més temps cada any entrar en conjunció amb el periheli.